# شهرستان فرانکلین (میزوری)
شهرستان فرانکلین، میزوری (به انگلیسی: Franklin County, Missouri) یک سکونتگاه مسکونی در ایالات متحده آمریکا است که در میزوری واقع شده‌است.